# Осьминоги (мультсериал)
«Осьминоги» (англ. Squidbillies) — американский мультсериал, рассказывающий о семье антропоморфных осьминогов, живущих в горах на севере Джорджии. Шоу было создано Дейвом Уиллисом, работавшим над «Aqua Teen Hunger Force» и Джимом Фортиэром, который также создал «Шоу Брака». На данный момент шоу насчитывает 11 сезонов и 117 серий.

## Сюжет
В мультсериале показана повседневная жизнь семьи Кайлеров, насыщенная разрушениями, расчленёнкой и смертями. Кайлеры не несут почти никакой ответственности за всё, что делают, так как являются вымирающим видом. Темы серий разнообразны — от взаимоотношений Эрли и Кристал до расизма по отношению к белым людям. Большинство серий не взаимосвязаны между собой, более того персонажей очень часто убивают или наносят им серьёзные травмы, но уже в следующем эпизоде (а иногда в той же серии) они появляются невредимыми, чаще всего без каких-либо объяснений.

## Персонажи

### Основные персонажи
- Эрли Кайлер — внук Бабушки и отец Расти. Он необразованный сквернословящий алкоголик, сидел в тюрьме. Работает на фирме Dan Halen Industries испытателем продукции. Также дома он занимается самогоноварением и выращивает марихуану для захвата мира. Эрли любит ходить на охоту, рыбачить, смотреть борьбу и NASCAR.
- Рассел Джесси Джеймс «Расти» Кайлер — сын Эрли и Кристал и правнук Бабушки. Расти — самый молодой осьминог в семье. Он пытается подражать своему отцу во всём, чтобы тот его уважал, потому что в отличие от Эрли Расти не так жесток ко всему.
- Раби Джин «Бабушка» Кайлер — самый старый осьминог в семье. В третьем сезоне выяснилось, что на самом деле она бабушка Эрли и Лил, а не мать, как это считалось ранее. В отличие от всех членов семьи она сиреневого цвета. Передвигается с помощью ходунков. По неизвестным причинам имеет всего лишь пять щупалец. Бабушка страдает деменцией и гиперсексуальностью.
- Лил Кайлер — внучка Бабушки и сестра Эрли. О том, что её фамилия Кайлер, выяснилось в эпизоде «Mephistopheles Traveled Below to a Southern State Whose Motto is 'Wisdom, Justice, and Moderation'». Лил много курит и из-за этого у неё грубый голос, часто прерываемый кашлем. Большее количество крови в её венах заменил сигаретный дым. Страдает от гепатита D. Занимается производством метамфетамина на дому для продажи, но также и сама его употребляет.
- Шериф — один из немногих персонажей-людей. Шериф очень дружелюбный и порядочный человек. Он находится в близких отношениях с семьёй Кайлеров. В первом эпизоде мультсериала было сказано, что он умрёт через три года от эмфиземы лёгких. Но на протяжении всего сериала этого так и не случилось. Шериф является одним из тысяч клонов, выращиваемых на ферме, которой заведует Дэн Хален.
- Кристал — мама Расти. Она невероятно толстая и всю свою жизнь проводит лёжа на матрасе на помойке. Кристал любит пить газированный напиток «Sip» и играть в лотереи.
- Дэн Хален — воплощение зла, живущее с начала времён. Владеет всемирно известной корпорацией Dan Halen Industries, которая ответственна за производство гипсокартона и опасной мебели для детей. Также корпорация занимается продажей человеческих рук в страны третьего мира. Имя Дэна, его причёска и логотип компании — отсылки к группе Van Halen.

## Выпуски на DVD
| Название DVD | Дата выпуска    | Количество эпизодов | Бонусы |
| ------------ | --------------- | ------------------- | --- |
| Том 1        | 16 октября 2007 | 20                  | «How I Make The Damn Show!», пилотные серии, удалённые сцены, аудиокомментарии и др.                                                                         |
| Том 2        | 21 апреля 2009  | 20                  | «Squidbillies Circle Jerk 2: Return Of The Self Congratulation», «Dragonbillies», «Funny Pete Stuff», «Art and Music», «Dragon Con 2008» и аудиокомментарии. |

1. 1 2  Fernsehserien.de (нем.)